# Sebillea
Sebillea là một chi rêu trong họ Pottiaceae.